# Otto Cohausz
Otto Cohausz SJ (* 8. September 1872 in Nordwalde; † 3. Juni 1938 in Danzig) war ein deutscher römisch-katholischer  Geistlicher und theologischer Schriftsteller.

## Leben
Nach dem Eintritt 1894 in den Jesuitenorden, der Priesterweihe 1905 und dem Tertiat 1906 in Wijnandsrade wurde er 1907 Volksmissionar und Exerzitienmeister in Valkenburg. Ab 1934 war er Schriftsteller in Zoppot.

## Schriften (Auswahl)
- Mein Volk, wach auf! Predigten über Deutschlands Niedergang und Wiedererhebung. Paderborn 1933, OCLC 67168671.
- Mit Christus nach Golgatha. Fastenpredigten. Paderborn 1937, OCLC 72100817.
- Jesus Christus im Weltplane Gottes. Limburg 1939, OCLC 451005017.
- Maria in ihrer Uridee und Wirklichkeit. Die zweite Eva. Limburg 1940, OCLC 179796993.